# Palić
Palić is een plaats in Servië ongeveer 18 km vanaf de grens met Hongarije en 8 km vanaf Subotica.
Een grote boulevard loopt langs het Palićmeer. Veel mensen uit Subotica bezoeken het plaatsje Palić in het weekend om de drukte van de grote stad te ontlopen.
Palić is ook in het bezit van een dierentuin.
Palics werd een badplaats van allure in de periode na de Hongaarse ausgleich uit het Habsburgse rijk. Het werd een elegante plek om te recreëren voor de midden en vooral hogere klasse uit nabijgelegen steden als Szabadka (Subotica) en Szeged. Vooral het damesbad laat zien hoe er in die tijd werd gedacht over het gescheiden zwemmen van dames en heren. Het bad uit de jaren 1900 is een volledig afgesloten complex aan de oever van het meer.

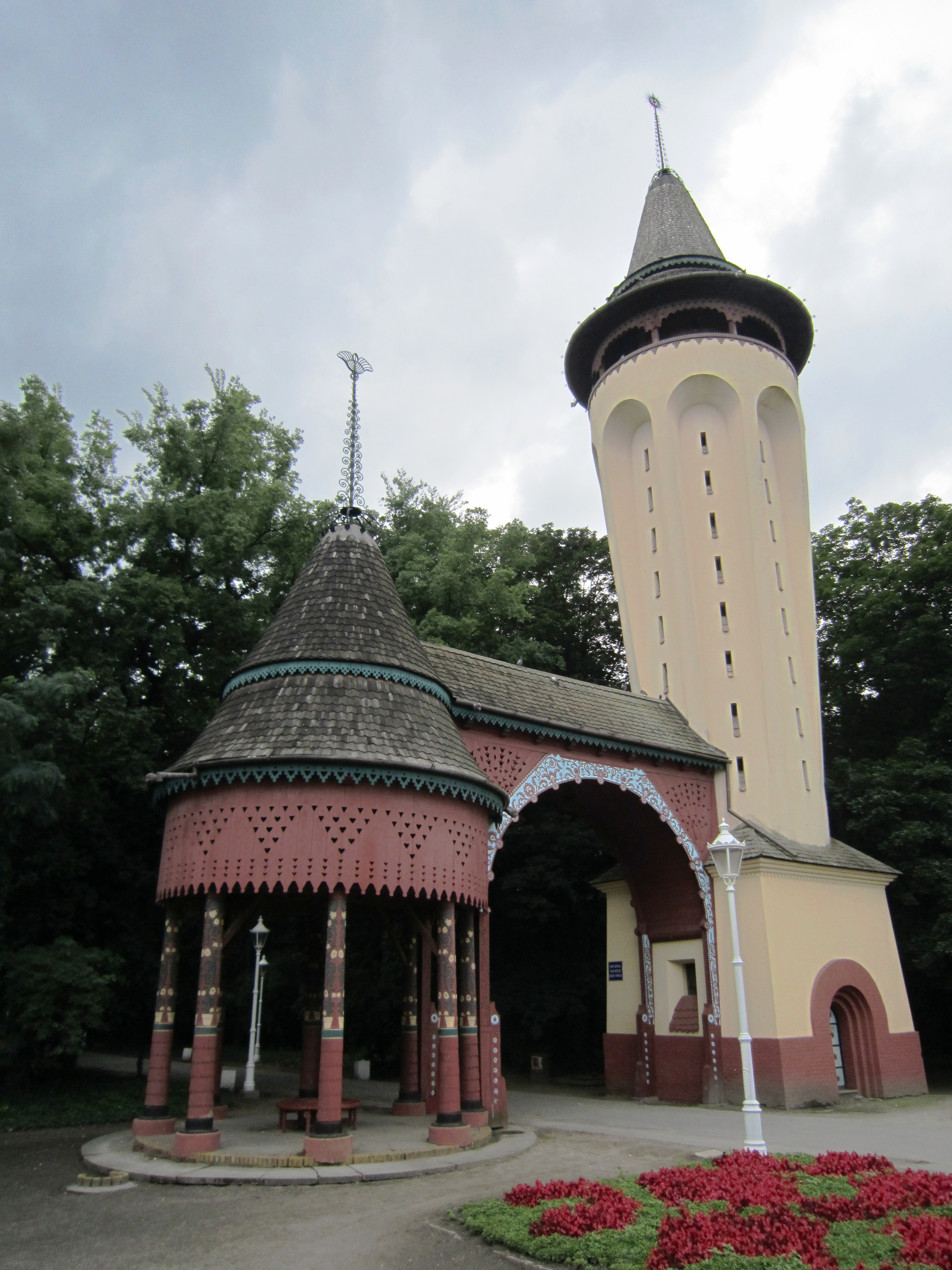
De watertoren
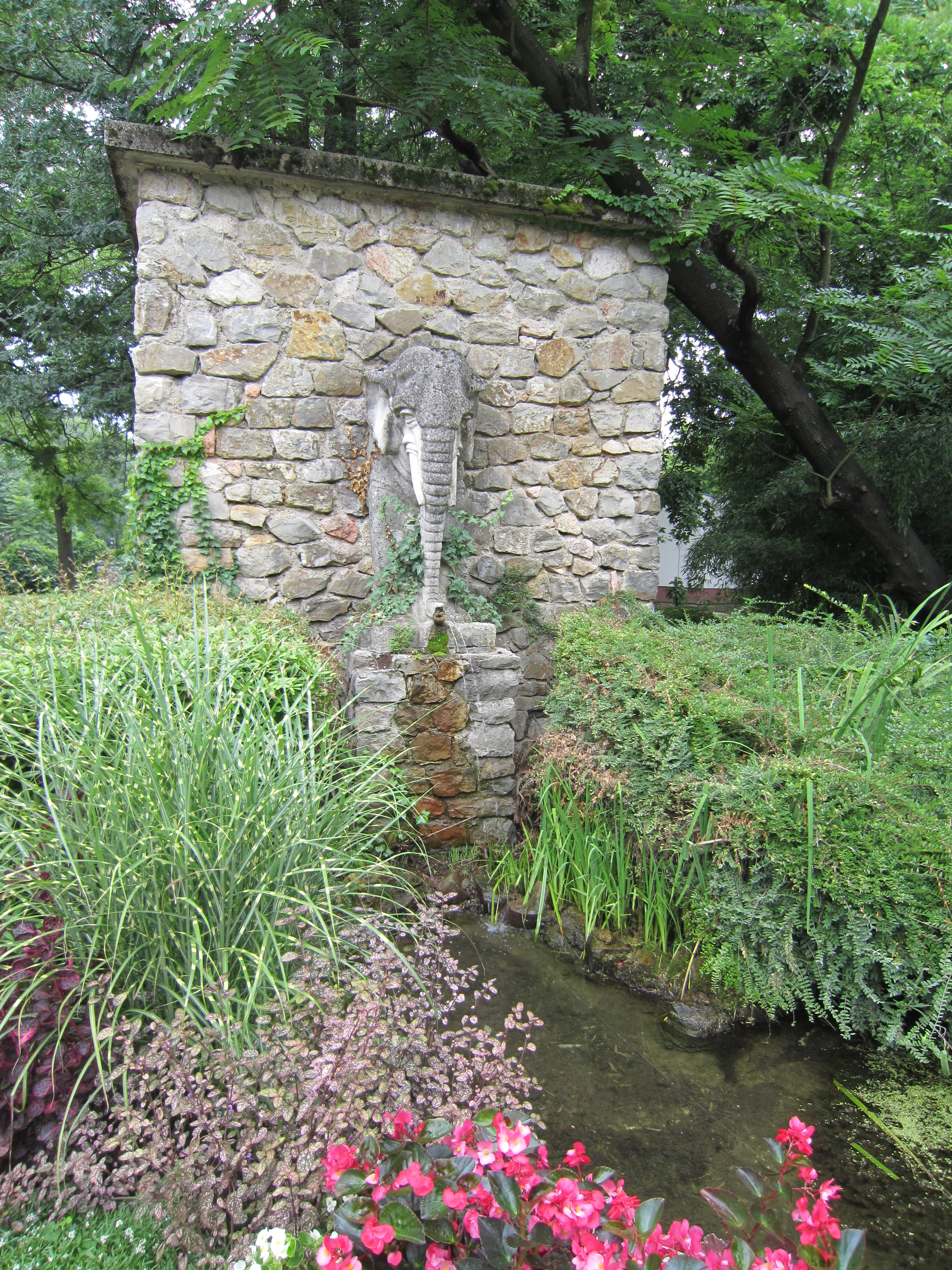
De dierentuin
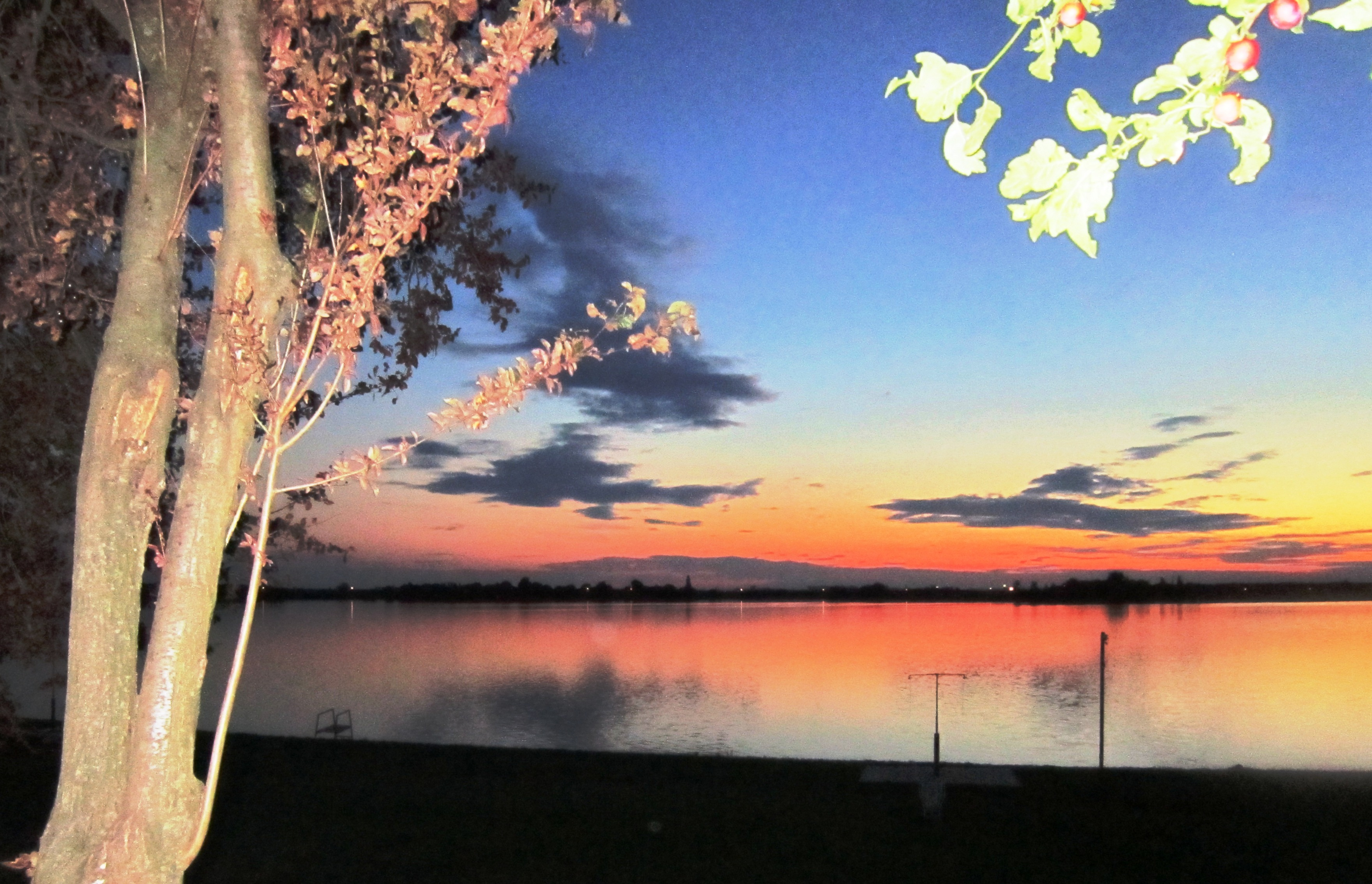
Palićmeer bij zonsondergang
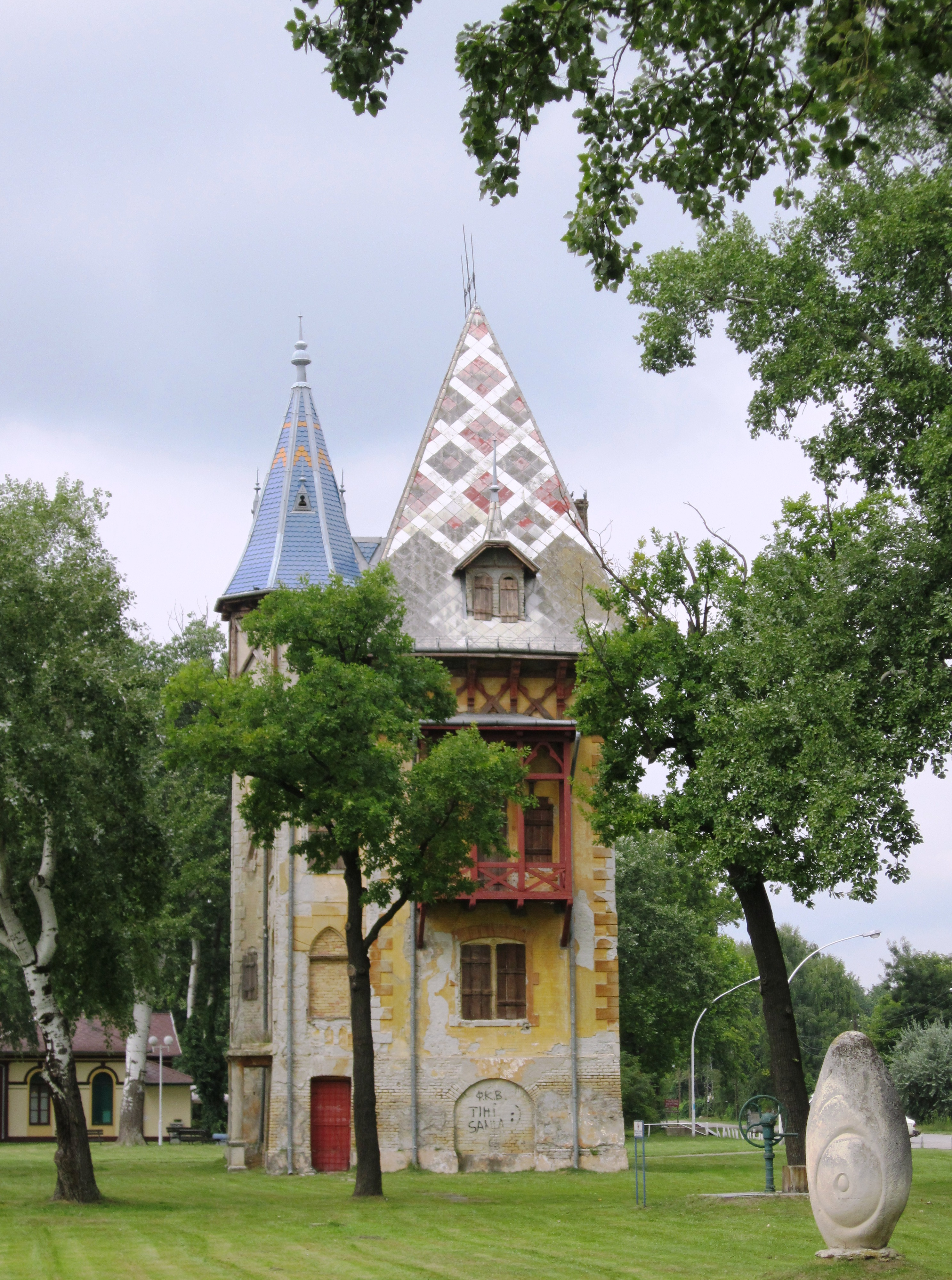
Palić